# Sommarøya
Sommarøya er et fiskerleje og en by i Tromsø kommune i Troms og Finnmark fylke i Norge, beliggende helt mod vest i kommunen. Byen har 261 indbyggere(2012), mens området totalt har ca. 450 indbyggere. Bebyggelsen findes hovedsageligt på øerne Store Sommarøya og Hillesøya, som er knyttet til hinanden og Kvaløya med broer, men der er også mange mindre øer.

## Stedet
Hovederhvervet er fiskeri, og eksport af sild og torsk har betydelig værdi. Derudover er der en del turisme
Sommarøyas centrum er butikken. Inde i butikken ligger «Kaillkråa», Herrekrogen, hvor herrerne bliver parkeret mens damerne handler. Overfor butikken ligger bygdemuseet på Låvhaugen, et fiskerhjemm fra 1890. Kongeparken med mindestenen over Harald 5. og dronning Sonjas besøg i 1992 ligger også i nærheden. En baptistkirke og husflidshuset ligger lige øst for.
Sommarøya har hvide sandstrande med god udsigt mod skærgården i den nordlige del af Tromsø kommune domineret af klippeøen Håja, som stiger brat op af havet. Mod syd ses den bratte nordvestkyst af Senja.

## Historie
Den oprindelige bebyggelse lå på Hillesøy. Her finder man stadig den gamle kirketomt, hvor der har stået flere kirker fra senmiddelalderen frem til slutningen af 1800-tallet, da kirken blev flyttet til Austein på Brensholmen inde på selve Kvaløya. I denne kirke findes der et alterskab fra 1400-tallet, som i over 400 år stod på Hillesøya. Omkring 1900 blev Sommarøya selve centeret.